# Chiesa di San Lazzaro (Moena)
La chiesa di San Lazzaro è la parrocchiale nella frazione di Forno a Moena. Risale al XVI secolo.

## Storia

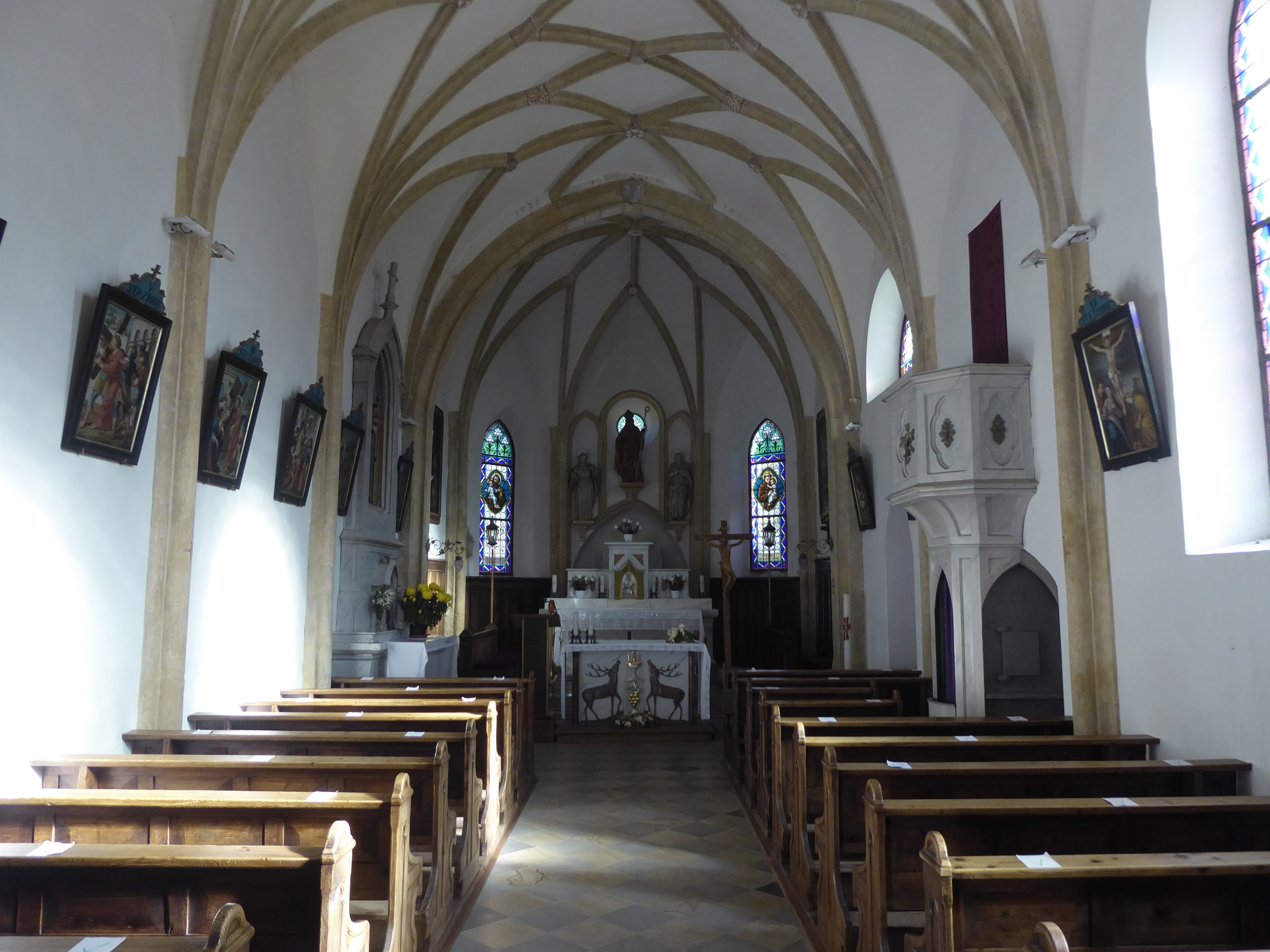
Interno

La chiesa a Forno venne eretta nel 1517 e subito venne iniziata la decorazione con la grande immagine affrescata di San Cristoforo posta sulla parete esterna sud della parte presbiteriale.
Nel 1526 venne celebrata la solenne consacrazione.
Tra il secondo e il quarto decennio del XIX secolo la chiesa fu oggetto di restauri, poi, circa trent'anni più tardi, venne ampliata con l'allungamento della sua unica navata.
Ottenne dignità parrocchiale nel 1958.
Un recente ciclo di restauri è stato realizzato nel 2003. Sono stati rifatti i pavimenti sia della navata sia del presbiterio.

## Descrizione

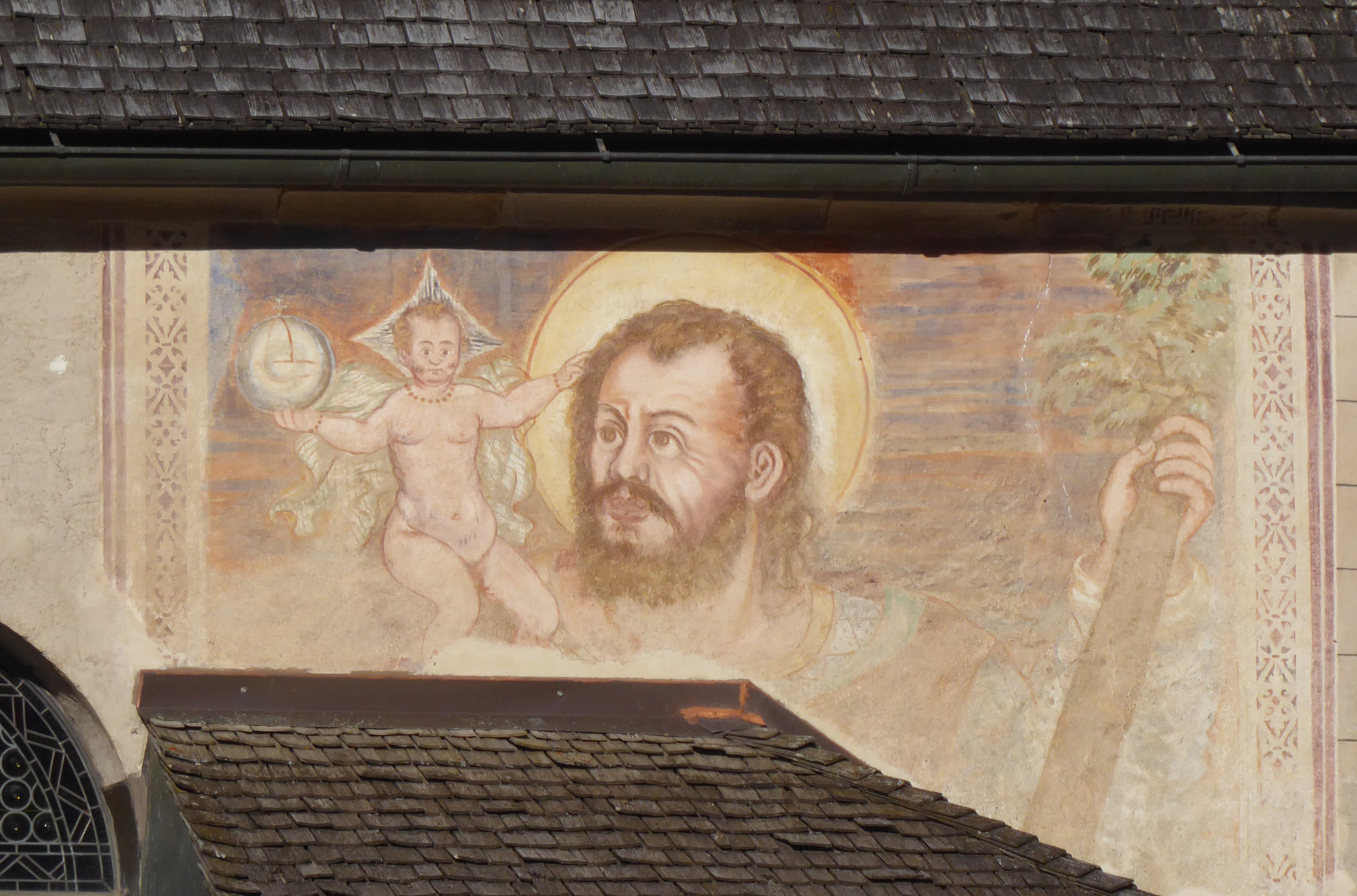
Ciò che resta del grande affresco di san Cristoforo sulla parete esterna

La chiesa è posizionata di fianco al rio Valsorda.
La facciata è semplice, a capanna con due spioventi.
Il portale principale è sormontato, nella parte alta, da una piccola finestra ad oculo, rotonda.
La torre campanaria si erge a destra, ed è caratterizzata da una cuspide a guglia. Accanto si trova la piccola sacrestia che in parte, con la sua costruzione, ha in gran parte cancellato l'immagine di San Cristoforo.
Nell'interno è presente un'unica navata ed il presbiterio è leggermente rialzato. 
L'altar maggiore ospita un crocifisso in legno di Cirillo Dellantonio.